# Brachyurophis australis
Brachyurophis australis е вид змия от семейство Аспидови (Elapidae). Видът не е застрашен от изчезване.

## Разпространение и местообитание
Разпространен е в Австралия (Виктория, Куинсланд, Нов Южен Уелс и Южна Австралия).
Обитава места със суха почва и храсталаци.